# Leskovice
Leskovice (deutsch Leskowitz) ist eine Gemeinde in Tschechien. Sie liegt elf Kilometer westlich von Pelhřimov und gehört zum Okres Pelhřimov.

## Geographie
Leskovice befindet sich auf einen Höhenzug im Südwesten der Böhmisch-Mährischen Höhe. In Leskovice entspringt der Bach Bořetický potok. Südwestlich erhebt sich der Peklo (649 m) und im Westen die Zlatenka (645 m). Durch die Gemeinde führt die Staatsstraße 19 zwischen Pelhřimov und Chýnov sowie die Bahnstrecke von Tábor nach Pelhřimov.
Nachbarorte sind Zahrádka und Litohošť im Norden, Pejškov im Nordosten, Čížkov und Stanovice im Osten, Němkovičky, Nová Cerekev und Hatě im Südosten, Čekal und Moraveč im Süden, Žlíbek, Na Peklově, Dobrá Voda u Pacova und Peklůvko im Südwesten, Zlátenka und Nesvačily im Westen sowie Proseč und Pošná im Nordwesten.

## Geschichte
Erstmals schriftlich erwähnt wurde das Dorf 1379 in einem Steuerregister.
Nach der Aufhebung der Patrimonialherrschaften bildete Leskovice/Leskowitz ab 1850 einen Ortsteil der Gemeinde Litohošť in der Bezirkshauptmannschaft Pelhřimov. 1921 entstand die Gemeinde Leskovice, die zu dieser Zeit aus 43 Häuser bestand und 256 Einwohner hatte.
Im Mai 1945 wurde Leskowitz durch die Waffen-SS zerstört und nach dem Kriege mit gleichförmigen Häusern wiederaufgebaut. 1947 wurde das Dorf dem Okres Pacov zugeordnet. Seit dessen Aufhebung im Jahre 1961 gehört Leskovice wieder zum Okres Pelhřimov.

## Massaker von Leskowitz
In den letzten Tagen des Zweiten Weltkrieges kam es in Leskowitz zu einem Endphaseverbrechen. Beim Rückzug der Wehrmacht wurden die deutschen Truppen in Leskowitz durch die Partisaneneinheit Mistr Jan Hus beschossen. Am 5. und 6. Mai 1945 besetzte die Waffen-SS Leskowitz und ermordete 25 Einwohner. Das Dorf wurde größtenteils niedergebrannt. Wegen der anrückenden Roten Armee gelang es nicht mehr, den Ort vollständig zu vernichten.
Die Opfer des Massakers wurden nach Kriegsende in einem Massengrab auf dem Friedhof von Moraveč beigesetzt. Im Jahre 2005 wurden in Prag wegen des Massakers Ermittlungen gegen den ehemaligen SS-Hauptsturmführer Walter Hauck (1918–2006) aufgenommen.

## Gemeindegliederung
Für die Gemeinde Leskovice sind keine Ortsteile ausgewiesen.

## Sehenswürdigkeiten
- Kapelle am Dorfplatz, errichtet zum Ende des 18. Jahrhunderts
- Denkmal für die Opfer des Massakers vom Mai 1945, am Dorfplatz, geschaffen 1961 von J. Lukešová.
- Denkmal für die Opfer des Ersten Weltkrieges